# ODI Global
Overseas Development Institute (ODI) é um think tank independente sobre desenvolvimento internacional e questões humanitárias, fundado em 1960. Baseado em Londres, sua missão é "inspirar e informar políticas e práticas que levem à redução da pobreza, ao alívio do sofrimento". e a obtenção de meios de subsistência sustentáveis nos países em desenvolvimento." Ele faz isso "unindo pesquisa aplicada de alta qualidade, conselhos práticos de políticas e disseminação e debate focados em políticas".